# Cattleya sororia
Cattleya sororia är en orkidéart som beskrevs av Heinrich Gustav Reichenbach. Cattleya sororia ingår i släktet Cattleya och familjen orkidéer. Inga underarter finns listade i Catalogue of Life.